# 福勒島
福勒島（英語：Fuller Island）是南極洲的島嶼，位於卡卡龐灣南部，屬於海詹普群島的一部分，長7公里、寬3公里，處於托馬斯島以南4公里，根據美國海軍拍攝的空中照片繪入地圖，現時由南極條約體系管理。

## 外部連結
. . United States Geological Survey.   [2012-04-12].
66°12′S 101°0′E / 66.200°S 101.000°E